# Kuiornis indicator
Lo scricciolo di Saint Bathans (Kuiornis indicator Worthy et al., 2010) è un uccello passeriforme preistorico della famiglia degli Acanthisittidae.

## Etimologia
Il nome scientifico del genere, Kuiornis, deriva dal popolo dei Kui (a cui si aggiunge la parola greca ὄρνις, órnis, "uccello"), che il semidio Maui portò con sé in Nuova Zelanda per sorvegliare le terre che aveva reclamato per sé, mentre lui partiva alla volta di Hawaiki: il nome della specie, indicator, deriva dal latina e significa "che indica", a sottolineare l'importanza biogeografica del suo ritrovamento.

## Descrizione
I resti fossili ascrivibili a questi uccelli sono scarsi (alcune ossa delle zampe) e piuttosto frammentari, ma in virtù delle apomorfie da essi presentati si evince comunque che questi uccelli erano indubbiamente degli acantisittidi e che verosimilmente dovevano essere piuttosto somiglianti all'attuale fuciliere.

## Biologia
Si trattava molto probabilmente di uccelletti diurni, che vivevano perlopiù fra alberi e cespugli, dove cercavano il cibo (insetti ed altri invertebrati) sondando le spaccature della corteccia e le foglie col becco appuntito, in maniera simile all'attuale fuciliere o ai rampichini.

## Distribuzione e habitat
I resti di Kuiornis sono stati rinvenuti, come testimonia il suo nome comune, nel giacimento fossilifero corrispondente alla miniera abbandonata di Saint Bathans, risalente al medio Miocene (9-16 milioni di anni fa): questi uccelli abitavano molto verosimilmente le zone boschive.